# Ван (аеропорт)
Аеропорт «Ван» імені Ферріта Мелена (IATA: VAN, ICAO: LTCI) — аеропорт у місті Ван, у східному регіоні Туреччини. Названий на честь турецького політика та колишнього прем'єр-міністра Феріта Мелена (1906–1988).

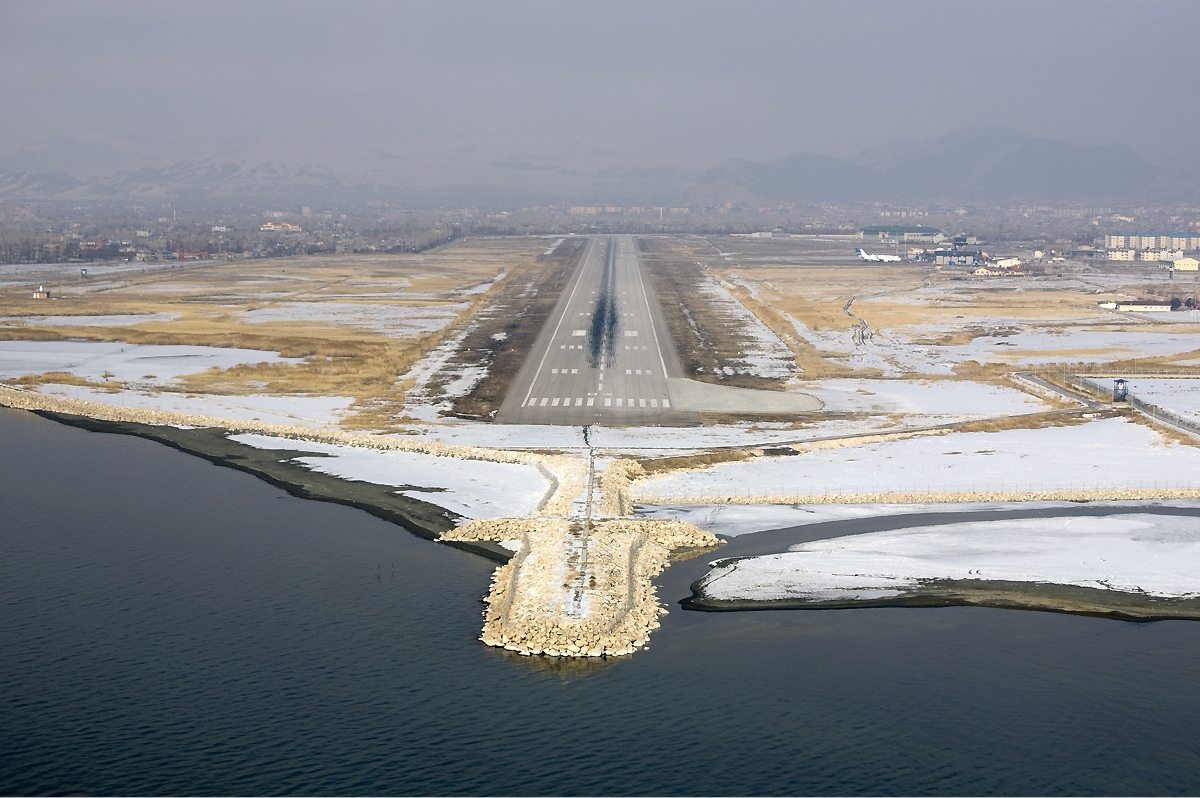
Початок ЗПС аеропорту Ван

Аеропорт знаходиться на висоті 1,670 метрів (5,480 футів).

## Аварії і катастрофи

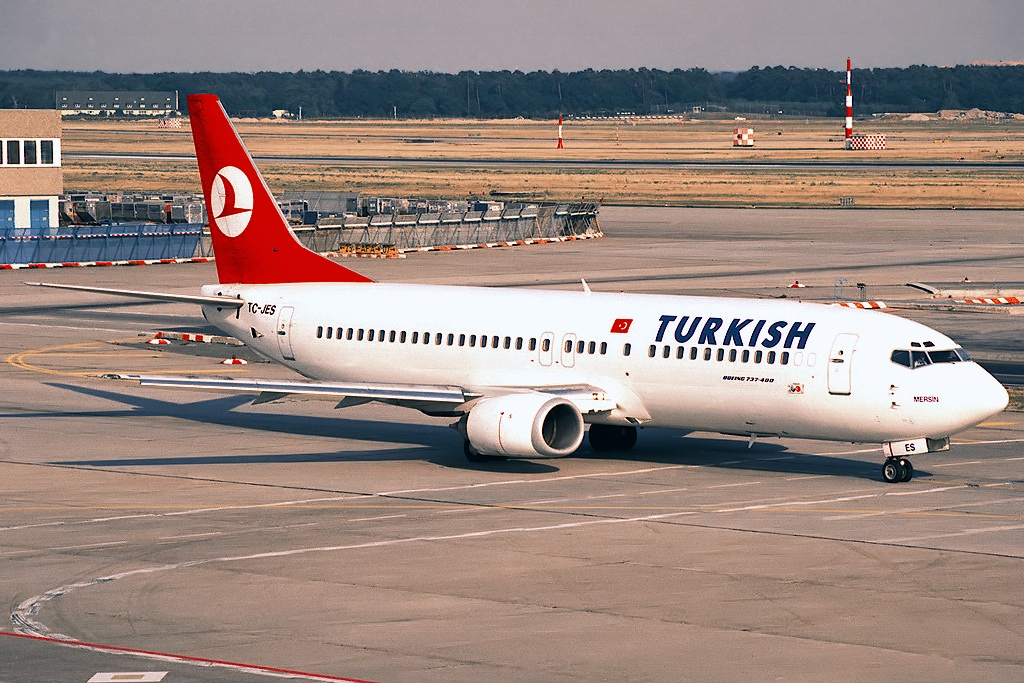
Boeing 737-400, той, що зазнав катастрофи, під час виконнання рейсу 278.

- 29 грудня 1994 року пасажирський авіалайнер Boeing 737-4Y0 турецького національного авіаперевізника Turkish Airlines виконував внутрішній рейс TK 278 за маршрутом Анкара-Ван, але при заході на посадку в Вані врізався в пагорб за 4 кілометри від аеропорту. З 76 осіб (69 пасажирів і 7 членів екіпажу), що знаходилися на його борту, загинули 57.